# 国境対馬振興特別措置法案
国境対馬振興特別措置法案（こっきょうつしましんこうとくべつそちほうあん）は、日本の国会において提唱されている法律案。正式な法案として国会に提出されたことはない。
律令制度下で国境警備に当たった防人（さきもり）になぞらえて、防人の島新法（さきもりのしましんぽう）と通称されることが多い。

## 法案の概要
本法案では、対馬全体の0.26％に及ぶ土地が韓国企業の所有となっており、それらの土地には自衛隊や海上保安庁の敷地に隣接するものも有り安全保障上の脅威と成り得るとの認識に立ち、かつ経済的に困窮している対馬の状況を改善する為には現行の離島振興法の適用のみでは不十分であるとして第1次産業や観光振興への特別措置、地方債（国境離島債）の創設を柱とすることが検討されている。

### 法案提唱の経緯
第二次世界大戦後、韓国の李承晩政権は竹島・波浪島の領有権を主張するとともに、対馬についても「歴史的にこの島は韓国の領土であり、日本によって強制的、不法に占領された」と主張し、日本からの割譲を要求した。
2005年（平成17年）3月18日、韓国慶尚南道馬山市議会は、対馬島の日条例を出席議員29人全員の賛成で可決した。条例は「対馬島が韓国領土であることを内外に知らしめ、領有権確立を目的とする」と規定している。
2007年（平成19年）に、前韓国海軍作戦司令官の金成萬は対馬への軍事侵攻計画を作成するよう韓国政府に進言している。
2008年（平成20年）7月21日、韓国のハンナラ党のホ・テヨル、チョン・カビュン議員ら50人余の国会議員が「対馬は韓国の領土であり、日本は対馬を韓国政府に即時返還すること」を求める『対馬の大韓民国領土確認および返還要求決議案』を提出し、韓国国会の外交通商統一委員会に付託された。
同案に対して世論調査機関リアルミーターが2008年7月に実施した19歳以上の男女700人を対象にした世論調査によると「日本に対馬返還要求すべき」との主張について、賛成は過半数の50.6%に対し、反対は33.5%に止まっている。
2008年10月頃より、産経新聞を中心に長崎県対馬市では市民の3倍に及ぶ観光客が韓国から押し寄せ、その受け入れ先として韓国のリゾート業者によって島内の土地が大量に買い占められており、こうした動きが韓国に存在する「対馬は独島（日本名・竹島）と同様、歴史的に韓国の領土である」との主張と結び付いて実質的に韓国の支配下へ置かれる危険性が高まっているとのキャンペーン報道が行われ、この動きに呼応し超党派の議員グループが2008年12月の島内視察を経て、2009年より法案の起草に着手している。

## 法案を巡る議論
本法の制定を主張する議員グループは法律の制定に先立ち、政府に対して詳細な実態調査を求めているが内閣総理大臣・麻生太郎は、2008年10月21日に記者のぶら下がり質問で「土地は合法的に買っている。日本がかつて米国の土地を買ったのと同じで、自分が買ったときはよくて、人が買ったら悪いとは言えない」と、外国資本による土地の購入規制を含む措置に対して、慎重な姿勢を表明している。
また、2008年12月の島内視察においては、議員団が安全保障上の観点からの立法の必要性を強調していたのに対し、対馬市商工会との意見交換では、円高により韓国からの観光客が減少したことで経済が停滞していることを問題視し、振興策を求める意見が出席者より相次ぐなど、本法の制定を主張する議員グループと地元住民の間では、問題認識に差があるのではないかとの指摘も為されている。なお、2009年1月31日放送のテレビ朝日「ビートたけしのTVタックル 緊急リポート特番!! 発見!! ニッポンの頭痛」でこの問題を取り上げた際には、地元住民が観光客として訪れる韓国人のマナーの悪さに憤る様子や、釜山を始め対岸の都市からの漂着ごみの問題などを取り上げている。
その後、対馬だけではなく有人国境離島（既存の特別振興法がある小笠原諸島、奄美群島、沖縄は対象外）を振興することを主眼とした有人国境離島地域の保全及び特定有人国境離島地域に係る地域社会の維持に関する特別措置法案が国会で提出され、2016年4月20日に成立した。2021年に国境離島を特別注視区域とした上で、新たに土地を売買する場合は事前届け出を義務付け、調査や届け出、命令に対する違反に刑事罰を規定した重要施設周辺及び国境離島等における土地等の利用状況の調査及び利用の規制等に関する法律が国会で提出され、同年6月16日に成立した。

## 関連書籍
- 宮本雅史「対馬が危ない―対馬を席巻する韓国資本」（産経新聞出版、2009年2月） ISBN 9784819110457